# Jeepney

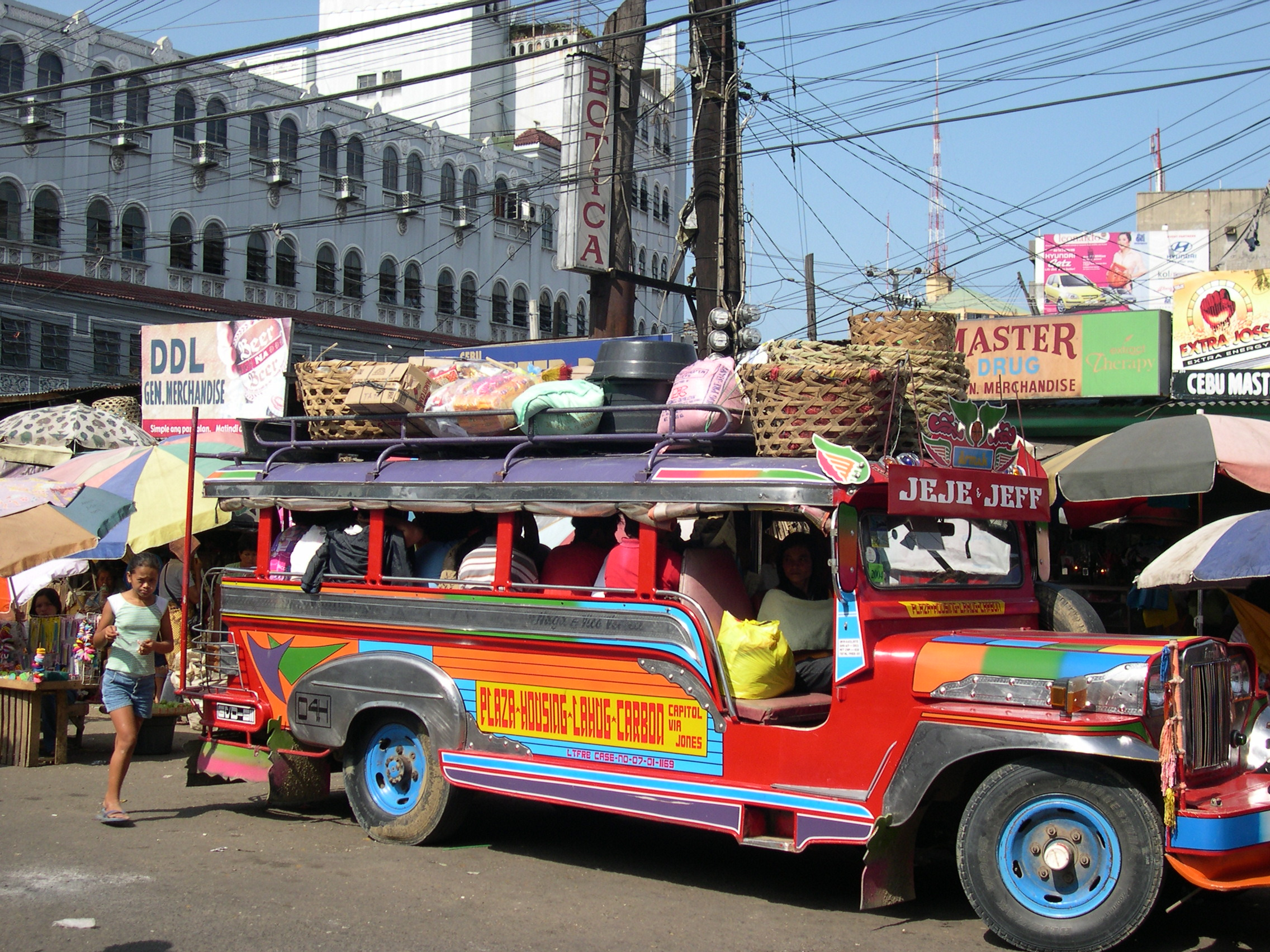
Een jeepney in Cebu City

Een jeepney is een veel gebruikt vervoermiddel in de Filipijnen.
Jeepneys zijn verlengde jeeps die vaak versierd zijn met felle kleuren en blinkend chroom. De oorsprong van dit vervoermiddel ligt in de door de Amerikanen achtergelaten jeeps na afloop van de Tweede Wereldoorlog. De jeepney is een goedkoop vervoermiddel en ze zijn dan ook vaak overvol.
Normaal gesproken heeft een jeepney achterin twee langs de zijkanten geplaatste bankjes waarop dan de passagiers met de gezichten naar elkaar toe plaats kunnen nemen. Indien noodzakelijk kunnen nog extra mensen plaatsnemen op krukjes in het gangpad, op het dak of hangend aan de zij- of achterkant van de jeepney. Hedendaagse jeepneys worden speciaal door Filipijnse fabrieken gemaakt.
Jeepneys zijn makkelijke en goedkope vervoersmiddelen daar waar ze overal langs de route die ze rijden kunnen stoppen om passagiers te laten in- en uitstappen. Hierdoor worden ze echter ook als bron van verkeersopstoppingen beschouwd. Daarbij zijn de jeepneys relatief vervuilend en vaak technisch onbetrouwbaar door de hoge ouderdom van veel motoren. De enkele hoge uitgang aan de achterkant maakt in- en uitstappen een langdurig proces en maakt de jeepneys ouderen- en gehandicaptenonvriendelijk. Jeepneys zijn relatief onveilige vervoersmiddelen daar ze vaak overvol zijn, geen veiligheidsgordels hebben, en de bestuurder een slecht zicht over de weg heeft door de lage ligging van de cabine.
Er bestaan plannen om zoveel mogelijk of zelfs alle jeepneys te vervangen door e-jeepneys. Dit wordt echter bekritiseerd door de relatief hoge kosten waardoor ze voor eigenaars niet meer rendabel zouden zijn, hoewel er plannen zijn om deze overgang te subsidiëren. 

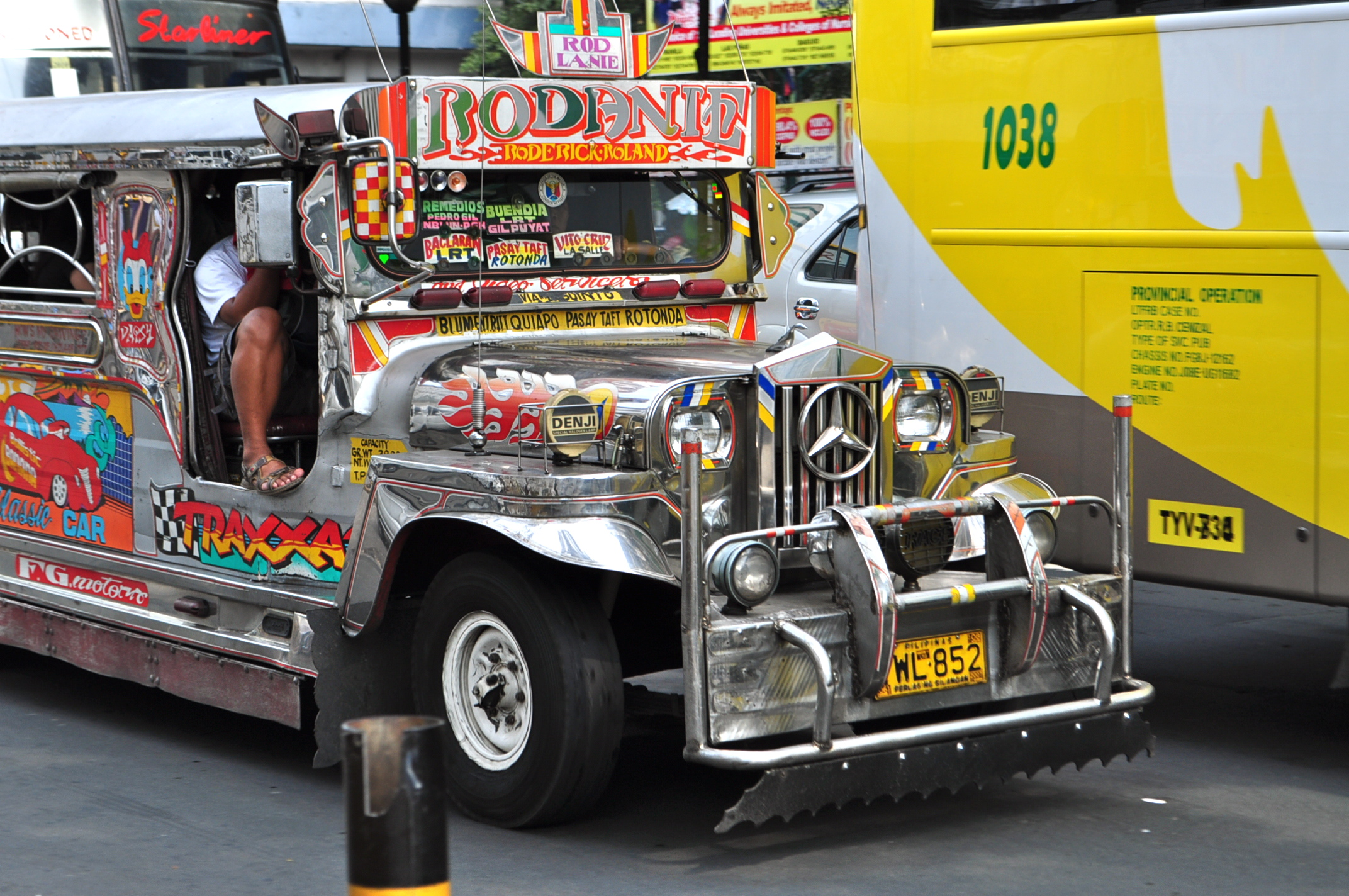
Jeepney in Manilla
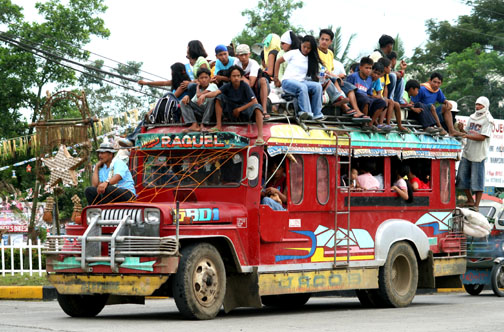
Overvolle jeepney
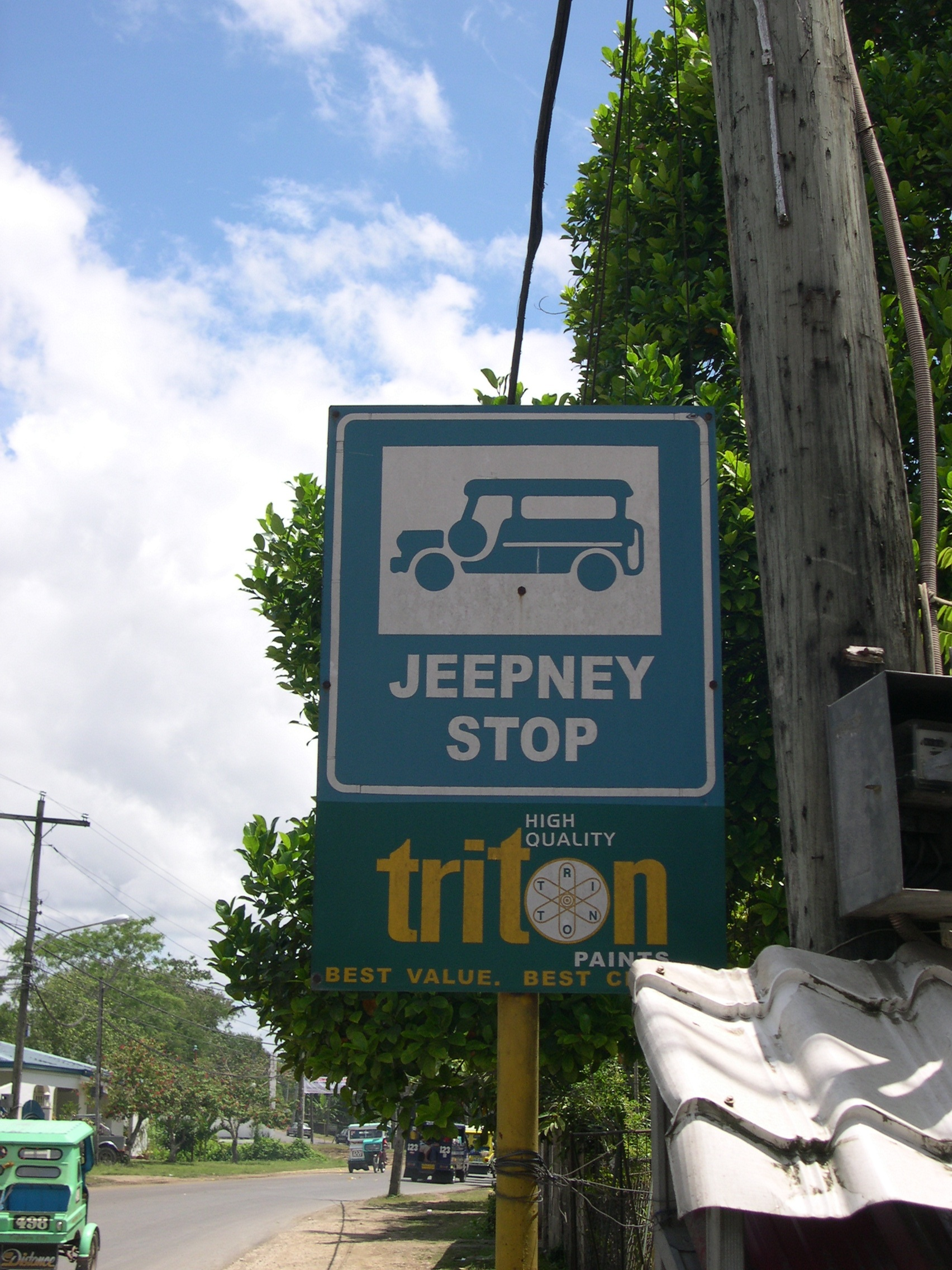
Een jeepney-stopbord
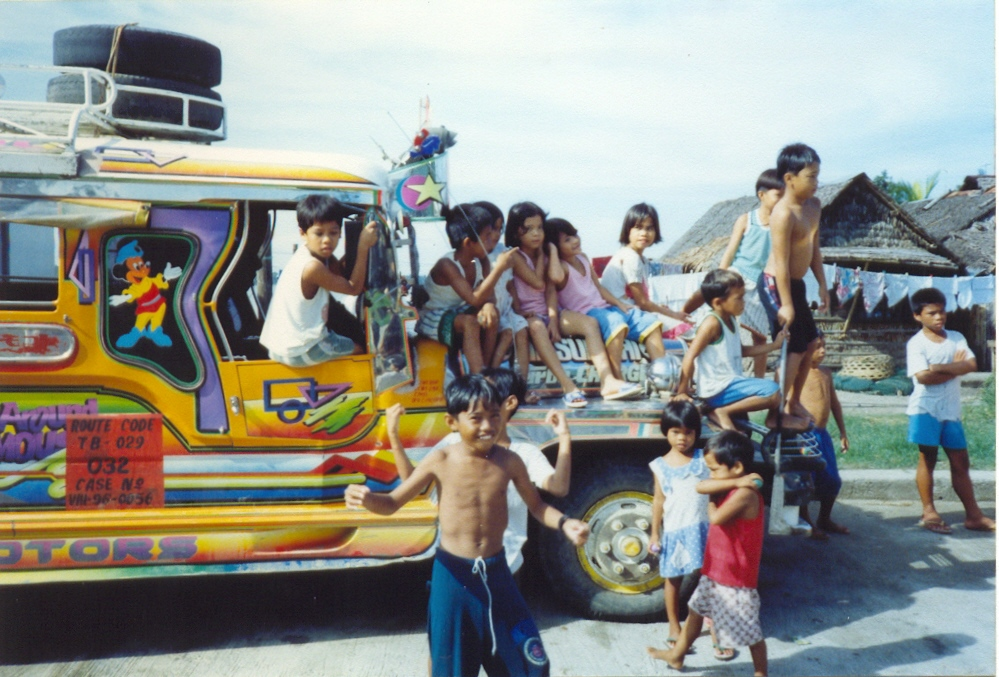
Spelende kinderen op een wachtende jeepney in Samar